# Jukka Erätuli
Jukka Erätuli (ur. 11 lutego 1980 w Espoo) – fiński snowboardzista. Zajął 4. miejsce w Big Air na mistrzostwach świata w Kreischbergu i mistrzostwach świata w Whislter. Nie startował na igrzyskach olimpijskich. Najlepsze wyniki w Pucharze Świata osiągnął w sezonach 2002/2003 i 2004/2005, kiedy to triumfował w klasyfikacji Big Air.
W 2006 r. zakończył karierę.

## Sukcesy

### Mistrzostwa Świata
| Miejsce | Dzień       | Rok  | Miejscowość | Konkurencja | Zwycięzca     |
| ------- | ----------- | ---- | ----------- | ----------- | ------------- |
| 4.      | 18 stycznia | 2003 | Kreischberg | Big Air     | Risto Mattila |
| 4.      | 21 stycznia | 2005 | Whistler    | Big Air     | Antti Autti   |

### Puchar Świata

#### Miejsca w klasyfikacji generalnej
- 2000/2001 - -
- 2001/2002 - -
- 2002/2003 - -
- 2003/2004 - -
- 2004/2005 - -
- 2005/2006 - 160

#### Miejsca na podium
1. Whistler - 11 grudnia 2001 (Big Air) - 1. miejsce
2. Sapporo - 2 marca 2002 (Big Air) - 1. miejsce
3. Salzburg - 3 stycznia 2003 (Big Air) - 1. miejsce
4. Monachium - 1 lutego 2003 (Big Air) - 1. miejsce
5. Turyn - 14 lutego 2003 (Big Air) - 2. miejsce
6. Arosa - 15 marca 2003 (Big Air) - 1. miejsce
7. Monachium - 31 stycznia 2004 (Big Air) - 2. miejsce
8. Turyn - 13 marca 2004 (Big Air) - 1. miejsce
9. Moskwa - 9 stycznia 2005 (Big Air) - 1. miejsce
10. Winterberg - 5 lutego 2005 (Big Air) - 3. miejsce
11. Turyn - 12 lutego 2005 (Big Air) - 3. miejsce
12. Tandådalen - 19 marca 2005 (Big Air) - 2. miejsce

- W sumie 7 zwycięstw, 3 drugie i 2 trzecie miejsce.